# Serie A 2008–09
Serie A 2008–09 (được gọi là Serie A TIM vì lý do tài trợ) là mùa giải thứ 107 của giải bóng đá hàng đầu Ý, mùa giải thứ 77 trong một giải đấu vòng tròn tính điểm . Giải đấu bắt đầu vào ngày 30 tháng 8 năm 2008 và kết thúc vào ngày 31 tháng 5 năm 2009, với thông báo về danh sách các trận đấu được đưa ra vào ngày 25 tháng 7 năm 2008. 20 đội đã thi đấu trong giải đấu, 17 đội từ mùa giải trước và 3 đội (Chievo, Bologna và Lecce) được thăng hạng từ Serie B 2007–08.
20 câu lạc bộ đại diện cho 13 khu vực khác nhau . Khu vực được đại diện nhiều nhất là Lombardy với ba đội: Atalanta, AC Milan và Inter Milan. Piedmont, Liguria, Tuscany, Lazio và Sicily có hai đội mỗi khu vực trong khi Friuli-Venezia Giulia, Veneto, Emilia-Romagna, Campania, Apulia, Calabria và Sardinia có một đội mỗi khu vực. Có một số lượng kỷ lục các đội miền Nam ở hạng đấu cao nhất với 6 đội: Cagliari, Catania, Lecce, Napoli, Palermo và Reggina.
Quả bóng thi đấu mới là Nike T90 Omni.
Vào ngày 16 tháng 5 năm 2009, Internazionale đã giành chức vô địch giải đấu khi giữ vững vị trí dẫn đầu sau khi AC Milan để thua Udinese trên sân khách.

## Thay đổi quy định
Mùa giải 2008–09 chứng kiến những quy định mới liên quan đến việc chuyển nhượng đăng ký cầu thủ được đưa ra. Các câu lạc bộ không có cầu thủ ngoài EU trong đội hình được phép chuyển nhượng ba cầu thủ ngoài EU (trong khi trước đây chỉ những câu lạc bộ mới thăng hạng mới được phép chuyển nhượng ba cầu thủ). Các câu lạc bộ có một cầu thủ ngoài EU được phép chuyển nhượng hai lần và các câu lạc bộ có hai cầu thủ ngoài EU được phép chuyển nhượng một lần và một lần nữa nếu họ hủy đăng ký một trong những cầu thủ ngoài EU của mình hoặc cầu thủ đó có quốc tịch EU. Các câu lạc bộ có ba hoặc nhiều cầu thủ ngoài EU được cấp hai hạn ngạch có điều kiện với điều kiện là việc giải phóng (khác với việc chuyển nhượng) hai cầu thủ ngoài EU dưới dạng cầu thủ tự do sẽ chỉ cho phép ký hợp đồng với một cầu thủ ngoài EU nữa.

## Các đội bóng
Ba đội được thăng hạng từ Serie B: Chievo, Bologna và Lecce. Hai đội đầu giành quyền thăng hạng trực tiếp, trong khi Lecce giành chiến thắng trong vòng play-off thăng hạng, đánh bại AlbinoLeffe với tổng tỷ số 2–1 trong trận chung kết play-off hai lượt đi và về.

### Sân vận động
| Câu lạc bộ     | Thành phố       | Sân vận động            | Sức chứa | Mùa 2007–08                   |
| -------------- | --------------- | ----------------------- | -------- | ----------------------------- |
| Atalanta       | Bergamo         | Atleti Azzurri d'Italia | 26.393   | thứ 9                         |
| Bologna        | Bologna         | Renato Dall'Ara         | 39.444   | Á quân Serie B                |
| Cagliari       | Cagliari        | Sant'Elia               | 23.486   | thứ 14                        |
| Catania        | Catania         | Angelo Massimino        | 23.420   | thứ 17                        |
| Chievo Verona  | Verona          | Marc'Antonio Bentegodi  | 39.211   | Vô địch Serie B               |
| Fiorentina     | Florence        | Artemio Franchi         | 47.282   | thứ 4                         |
| Genoa          | Genoa           | Luigi Ferraris          | 36.685   | thứ 10                        |
| Internazionale | Milan           | San Siro                | 80.074   | Vô địch                       |
| Juventus       | Turin           | Olimpico di Torino      | 27.500   | thứ 3                         |
| Lazio          | Roma            | Olimpico                | 72.700   | thứ 12                        |
| Lecce          | Lecce           | Via del Mare            | 33.876   | Serie B (thăng hạng play-off) |
| AC Milan       | Milan           | San Siro                | 80074    | thứ 5                         |
| Napoli         | Napoli          | San Paolo               | 60.240   | thứ 8                         |
| Palermo        | Palermo         | Renzo Barbera           | 37.242   | thứ 11                        |
| Reggina        | Reggio Calabria | Oreste Granillo         | 27.454   | thứ 16                        |
| AS Roma        | Roma            | Olimpico                | 72.700   | Á quân                        |
| Sampdoria      | Genoa           | Luigi Ferraris          | 36.685   | thứ 6                         |
| Siena          | Siena           | Artemio Franchi (Siena) | 15.373   | thứ 13                        |
| Torino         | Turin           | Olimpico di Torino      | 27.500   | thứ 15                        |
| Udinese        | Udine           | Friuli                  | 41.652   | thứ 7                         |

### Nhân sự và tài trợ
| Đội            | Huấn luyện viên trưởng | Đội                  | Nhà sản xuất trang phục | Nhà tài trợ áo đấu                                   |
| -------------- | ---------------------- | -------------------- | ----------------------- | ---------------------------------------------------- |
| Atalanta       | Luigi Delneri          | Cristiano Doni       | Asics                   | Sit in Sport, Daihatsu                               |
| Bologna        | Siniša Mihajlović      | Marcello Castellini  | Macron                  | Unipol, COGEI                                        |
| Cagliari       | Massimiliano Allegri   | Diego López          | Macron                  | Tiscali, Sky                                         |
| Catania        | Walter Zenga           | Davide Baiocco       | Legea                   | SP Energia Siciliana, Tỉnh Catania                   |
| Chievo         | Domenico Di Carlo      | Sergio Pellissier    | Lotto                   | Paluani/Banca Popolare di Verona                     |
| Fiorentina     | Cesare Prandelli       | Dario Dainelli       | Lotto                   | Toyota                                               |
| Genoa          | Gian Piero Gasperini   | Marco Rossi          | Asics                   | Eurobet                                              |
| Internazionale | José Mourinho          | Javier Zanetti       | Nike                    | Pirelli                                              |
| Juventus       | Claudio Ranieri        | Alessandro Del Piero | Nike                    | New Holland                                          |
| Lazio          | Delio Rossi            | Tommaso Rocchi       | Puma                    | Pro Evolution Soccer 2009/Groupama/Cucciolone Algida |
| Lecce          | Mario Beretta          | Andrea Zanchetta     | Asics                   | Salento, Lachifarma                                  |
| Milan          | Carlo Ancelotti        | Paolo Maldini        | Adidas                  | Bwin                                                 |
| Napoli         | Edoardo Reja           | Paolo Cannavaro      | Diadora                 | Lete                                                 |
| Palermo        | Davide Ballardini      | Fabio Liverani       | Lotto                   | BetShop                                              |
| Reggina        | Nevio Orlandi          | Francesco Cozza      | Onze                    | Gicos, Regione Calabria                              |
| AS Roma        | Luciano Spalletti      | Francesco Totti      | Kappa                   | Wind                                                 |
| Sampdoria      | Walter Mazzarri        | Angelo Palombo       | Kappa                   | Erg/Air One (các trận cúp và UEFA)                   |
| Siena          | Marco Giampaolo        | Simone Vergassola    | Umbro                   | Banca Monte dei Paschi di Siena                      |
| Torino         | Walter Novellino       | Alessandro Rosina    | Kappa                   | Movida/MG.K Vis/Renault Trucks, Reale Mutua          |
| Udinese        | Pasquale Marino        | Antonio Di Natale    | Lotto                   | Lotto/Automobile Dacia, Regione Friuli/Il Granchio   |

### Thay đổi huấn luyện viên
| Đội            | HLV ra đi           | Lý do            | Ngày ra đi | Thay thế bởi         | Ngày ký     |
| -------------- | ------------------- | ---------------- | ---------- | -------------------- | ----------- |
| Siena          | Mario Beretta       | Hết hạn hợp đồng | 27/5/2008  | Marco Giampaolo      | 27/5/2008   |
| Cagliari       | Davide Ballardini   | Hết hạn hợp đồng | 27/5/2008  | Massimiliano Allegri | 29 May 2008 |
| Internazionale | Roberto Mancini     | Sa thải          | 29/5/2008  | José Mourinho        | 2/6/2008    |
| Lecce          | Giuseppe Papadopulo | Hết hạn hợp đồng | 23/6/2008  | Mario Beretta        | 23/6/2008   |
| Palermo        | Stefano Colantuono  | Sa thải          | 4/9/2008   | Davide Ballardini    | 4/9/2008    |
| Bologna        | Daniele Arrigoni    | Sa thải          | 3/11/2008  | Siniša Mihajlović    | 3/11/2008   |
| Chievo Verona  | Giuseppe Iachini    | Sa thải          | 4/11/2008  | Domenico Di Carlo    | 4/11/2008   |
| Torino         | Gianni De Biasi     | Sa thải          | 8/12/2008  | Walter Novellino     | 8/12/2008   |
| Reggina        | Nevio Orlandi       | Sa thải          | 16/12/2008 | Giuseppe Pillon      | 16/12/2008  |
| Reggina        | Giuseppe Pillon     | Sa thải          | 25/1/2009  | Nevio Orlandi        | 25/1/2009   |
| Lecce          | Mario Beretta       | Sa thải          | 9/3/2009   | Luigi De Canio       | 9/3/2009    |
| Napoli         | Edoardo Reja        | Sa thải          | 10/3/2009  | Roberto Donadoni     | 10/3/2009   |
| Torino         | Walter Novellino    | Sa thải          | 24/3/2009  | Giancarlo Camolese   | 24/3/2009   |
| Bologna        | Siniša Mihajlović   | Sa thải          | 14/4/2009  | Giuseppe Papadopulo  | 14/4/2009   |
| Juventus       | Claudio Ranieri     | Sa thải          | 18/5/2009  | Ciro Ferrara         | 18/5/2009   |

^1  Trưởng bộ phận thanh thiếu niên của Juventus Ciro Ferrara ban đầu được bổ nhiệm tạm thời trong hai tuần cuối cùng của mùa giải. Việc bổ nhiệm được thực hiện chính thức vào ngày 5 tháng 6 năm 2009.

## Bảng xếp hạng
| VT | Đội                | ST | T  | H  | B  | BT | BB | HS  | Đ  | Giành quyền tham dự hoặc xuống hạng    |
| -- | ------------------ | -- | -- | -- | -- | -- | -- | --- | -- | -------------------------------------- |
| 1  | Internazionale (C) | 38 | 25 | 9  | 4  | 70 | 32 | +38 | 84 | Tham dự vòng bảng Champions League     |
| 2  | Juventus           | 38 | 21 | 11 | 6  | 69 | 37 | +32 | 74 | Tham dự vòng bảng Champions League     |
| 3  | AC Milan           | 38 | 22 | 8  | 8  | 70 | 35 | +35 | 74 | Tham dự vòng bảng Champions League     |
| 4  | Fiorentina         | 38 | 21 | 5  | 12 | 53 | 38 | +15 | 68 | Tham dự vòng play-off Champions League |
| 5  | Genoa              | 38 | 19 | 11 | 8  | 56 | 39 | +17 | 68 | Tham dự vòng play-off Europa League    |
| 6  | AS Roma            | 38 | 18 | 9  | 11 | 64 | 61 | +3  | 63 | Tham dự vòng loại thứ ba Europa League |
| 7  | Udinese            | 38 | 16 | 10 | 12 | 61 | 50 | +11 | 58 |                                        |
| 8  | Palermo            | 38 | 17 | 6  | 15 | 57 | 50 | +7  | 57 |                                        |
| 9  | Cagliari           | 38 | 15 | 8  | 15 | 49 | 50 | −1  | 53 |                                        |
| 10 | Lazio              | 38 | 15 | 5  | 18 | 46 | 55 | −9  | 50 | Tham dự vòng play-off Europa League    |
| 11 | Atalanta           | 38 | 13 | 8  | 17 | 45 | 48 | −3  | 47 |                                        |
| 12 | Napoli             | 38 | 12 | 10 | 16 | 43 | 45 | −2  | 46 |                                        |
| 13 | Sampdoria          | 38 | 11 | 13 | 14 | 49 | 52 | −3  | 46 |                                        |
| 14 | Siena              | 38 | 12 | 8  | 18 | 33 | 44 | −11 | 44 |                                        |
| 15 | Catania            | 38 | 12 | 7  | 19 | 41 | 51 | −10 | 43 |                                        |
| 16 | Chievo             | 38 | 8  | 14 | 16 | 35 | 49 | −14 | 38 |                                        |
| 17 | Bologna            | 38 | 9  | 10 | 19 | 43 | 62 | −19 | 37 |                                        |
| 18 | Torino (R)         | 38 | 8  | 10 | 20 | 37 | 61 | −24 | 34 | Xuống hạng Serie B                     |
| 19 | Reggina (R)        | 38 | 6  | 13 | 19 | 30 | 62 | −32 | 31 | Xuống hạng Serie B                     |
| 20 | Lecce (R)          | 38 | 5  | 15 | 18 | 37 | 67 | −30 | 30 | Xuống hạng Serie B                     |

1. 1 2  Juventus xếp trên AC Milan về điểm đối đầu: Juventus 4–2 AC Milan, AC Milan 1–1 Juventus.
2. 1 2  Fiorentina xếp trên Genoa về điểm đối đầu: Fiorentina 1–0 Genoa, Genoa 3–3 Fiorentina.
3. 1 2  Lazio đã đủ điều kiện tham dự vòng play-off UEFA Europa League 2009–10 bằng cách giành chức vô địch Coppa Italia 2008–09.
4. 1 2  Napoli xếp trên Sampdoria về điểm đối đầu: Napoli 2–0 Sampdoria, Sampdoria 2–2 Napoli.

## Kết quả
| Nhà \ Khách    | ATA | BOL | CAG | CTN | CHV | FIO | GEN | INT | JUV | LAZ | LCE | MIL | NAP | PAL | REG | ROM | SAM | SIE | TOR | UDI |
| -------------- | --- | --- | --- | --- | --- | --- | --- | --- | --- | --- | --- | --- | --- | --- | --- | --- | --- | --- | --- | --- |
| Atalanta       |     | 0–1 | 1–0 | 1–0 | 0–2 | 1–2 | 1–1 | 3–1 | 1–3 | 2–0 | 0–0 | 0–1 | 3–1 | 2–2 | 0–1 | 3–0 | 4–2 | 1–0 | 2–0 | 3–0 |
| Bologna        | 0–1 |     | 0–1 | 3–1 | 1–1 | 1–3 | 2–0 | 1–2 | 1–2 | 3–1 | 2–1 | 1–4 | 0–1 | 1–1 | 1–2 | 1–1 | 3–0 | 1–4 | 5–2 | 0–3 |
| Cagliari       | 0–1 | 5–1 |     | 1–0 | 2–0 | 1–0 | 0–1 | 2–1 | 0–1 | 1–4 | 2–0 | 0–0 | 2–0 | 1–0 | 1–1 | 2–2 | 1–0 | 1–0 | 0–0 | 2–0 |
| Catania        | 1–0 | 1–2 | 2–1 |     | 1–0 | 0–2 | 1–0 | 0–2 | 1–2 | 1–0 | 1–1 | 0–2 | 3–1 | 2–0 | 2–0 | 3–2 | 2–0 | 0–3 | 3–2 | 0–2 |
| Chievo         | 1–1 | 0–0 | 1–1 | 1–1 |     | 0–2 | 0–1 | 2–2 | 0–2 | 1–2 | 1–1 | 0–1 | 2–1 | 1–0 | 2–1 | 0–1 | 1–1 | 0–2 | 1–1 | 1–2 |
| Fiorentina     | 2–1 | 1–0 | 2–1 | 2–0 | 2–1 |     | 1–0 | 0–0 | 1–1 | 1–0 | 1–2 | 0–2 | 2–1 | 0–2 | 3–0 | 4–1 | 1–0 | 1–0 | 1–0 | 4–2 |
| Genoa          | 1–1 | 1–1 | 2–1 | 1–1 | 2–2 | 3–3 |     | 0–2 | 3–2 | 0–1 | 4–1 | 2–0 | 3–2 | 1–0 | 4–0 | 3–1 | 3–1 | 1–0 | 3–0 | 2–0 |
| Internazionale | 4–3 | 2–1 | 1–1 | 2–1 | 4–2 | 2–0 | 0–0 |     | 1–0 | 2–0 | 1–0 | 2–1 | 2–1 | 2–2 | 3–0 | 3–3 | 1–0 | 3–0 | 1–1 | 1–0 |
| Juventus       | 2–2 | 4–1 | 2–3 | 1–1 | 3–3 | 1–0 | 4–1 | 1–1 |     | 2–0 | 2–2 | 4–2 | 1–0 | 1–2 | 4–0 | 2–0 | 1–1 | 1–0 | 1–0 | 1–0 |
| Lazio          | 0–1 | 2–0 | 1–4 | 1–0 | 0–3 | 3–0 | 1–1 | 0–3 | 1–1 |     | 1–1 | 0–3 | 0–1 | 1–0 | 1–0 | 4–2 | 2–0 | 3–0 | 1–1 | 1–3 |
| Lecce          | 2–2 | 0–0 | 2–0 | 2–1 | 2–0 | 1–1 | 0–2 | 0–3 | 1–2 | 0–2 |     | 1–1 | 1–1 | 1–1 | 0–0 | 0–3 | 1–3 | 1–1 | 3–3 | 2–2 |
| AC Milan       | 3–0 | 1–2 | 1–0 | 1–0 | 1–0 | 1–0 | 1–1 | 1–0 | 1–1 | 4–1 | 2–0 |     | 1–0 | 3–0 | 1–1 | 2–3 | 3–0 | 2–1 | 5–1 | 5–1 |
| Napoli         | 0–0 | 1–1 | 2–2 | 1–0 | 3–0 | 2–1 | 0–1 | 1–0 | 2–1 | 0–2 | 3–0 | 0–0 |     | 2–1 | 3–0 | 0–3 | 2–0 | 2–0 | 1–2 | 2–2 |
| Palermo        | 3–2 | 4–1 | 5–1 | 0–4 | 3–0 | 1–3 | 2–1 | 0–2 | 0–2 | 2–0 | 5–2 | 3–1 | 2–1 |     | 1–0 | 3–1 | 2–2 | 2–0 | 1–0 | 3–2 |
| Reggina        | 3–1 | 2–2 | 2–1 | 1–1 | 0–1 | 1–1 | 0–1 | 2–3 | 2–2 | 2–3 | 2–0 | 1–2 | 1–1 | 0–0 |     | 2–2 | 0–2 | 1–1 | 1–1 | 0–2 |
| AS Roma        | 2–0 | 2–1 | 3–2 | 4–3 | 0–0 | 1–0 | 3–0 | 0–4 | 1–4 | 1–0 | 3–2 | 2–2 | 1–1 | 2–1 | 3–0 |     | 2–0 | 1–0 | 3–2 | 1–1 |
| Sampdoria      | 1–0 | 2–0 | 3–3 | 3–0 | 1–1 | 0–1 | 0–1 | 1–1 | 0–0 | 3–1 | 3–2 | 2–1 | 2–2 | 0–2 | 5–0 | 2–2 |     | 2–2 | 1–0 | 2–2 |
| Siena          | 1–0 | 1–1 | 2–0 | 1–1 | 0–2 | 1–0 | 0–0 | 1–2 | 0–3 | 2–0 | 1–2 | 1–5 | 2–1 | 1–0 | 1–0 | 1–0 | 0–0 |     | 1–0 | 1–1 |
| Torino         | 2–1 | 1–1 | 0–1 | 2–1 | 1–1 | 1–4 | 2–3 | 1–3 | 0–1 | 1–3 | 3–0 | 2–2 | 1–0 | 1–0 | 0–0 | 0–1 | 1–3 | 1–0 |     | 1–0 |
| Udinese        | 3–0 | 1–0 | 6–2 | 1–1 | 0–1 | 3–1 | 2–2 | 0–1 | 2–1 | 3–3 | 2–0 | 2–1 | 0–0 | 3–1 | 0–1 | 3–1 | 1–1 | 2–1 | 2–0 |     |

## Thống kê

### Ghi bàn hàng đầu

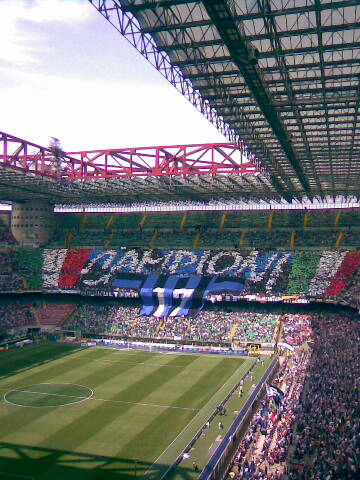
Người hâm mộ Internazionale ăn mừng chức vô địch thứ 17.

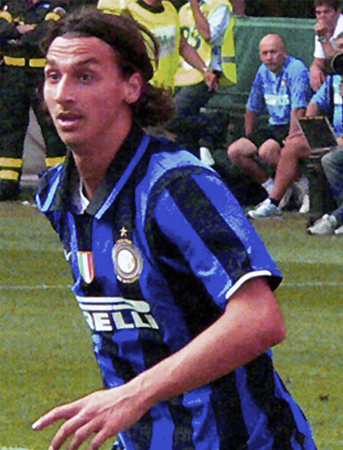
Zlatan Ibrahimović, cầu thủ ghi nhiều bàn thắng nhất mùa giải với 25 bàn thắng.

Source: gazzetta.it (bằng tiếng Ý)
| Hạng | Cầu thủ              | Đội            | Bàn thắng |
| ---- | -------------------- | -------------- | --------- |
| 1    | Zlatan Ibrahimović   | Internazionale | 25        |
| 2    | Diego Milito         | Genoa          | 24        |
| 2    | Marco Di Vaio        | Bologna        | 24        |
| 4    | Alberto Gilardino    | Fiorentina     | 19        |
| 5    | Kaká                 | AC Milan       | 16        |
| 6    | Alexandre Pato       | AC Milan       | 15        |
| 7    | Robert Acquafresca   | Cagliari       | 14        |
| 7    | Edinson Cavani       | Palermo        | 14        |
| 7    | Fabrizio Miccoli     | Palermo        | 14        |
| 10   | Alessandro Del Piero | Juventus       | 13        |
| 10   | Filippo Inzaghi      | AC Milan       | 13        |
| 10   | Adrian Mutu          | Fiorentina     | 13        |
| 10   | Sergio Pellissier    | Chievo         | 13        |
| 10   | Fabio Quagliarella   | Udinese        | 13        |
| 10   | Francesco Totti      | AS Roma        | 13        |
| 10   | Mauro Zárate         | Lazio          | 13        |